# Aud Håkansdotter
Aud Håkonsdotter, också kallad Öda Haakonsdottir, levde 900-talet, dotter till den norske ladejarlen Håkon Sigurdsson och syster till ladejarl Erik Håkonsson, påstås enligt Fornaldarsagan Ingvar den vittfarnes saga ha varit svensk drottning, gift med kung Erik Segersäll. Äktenskapet är inte bekräftat; det är möjligt att hon var Eriks frilla och därmed inte drottning.